# Dawid Kruiper Local Municipality

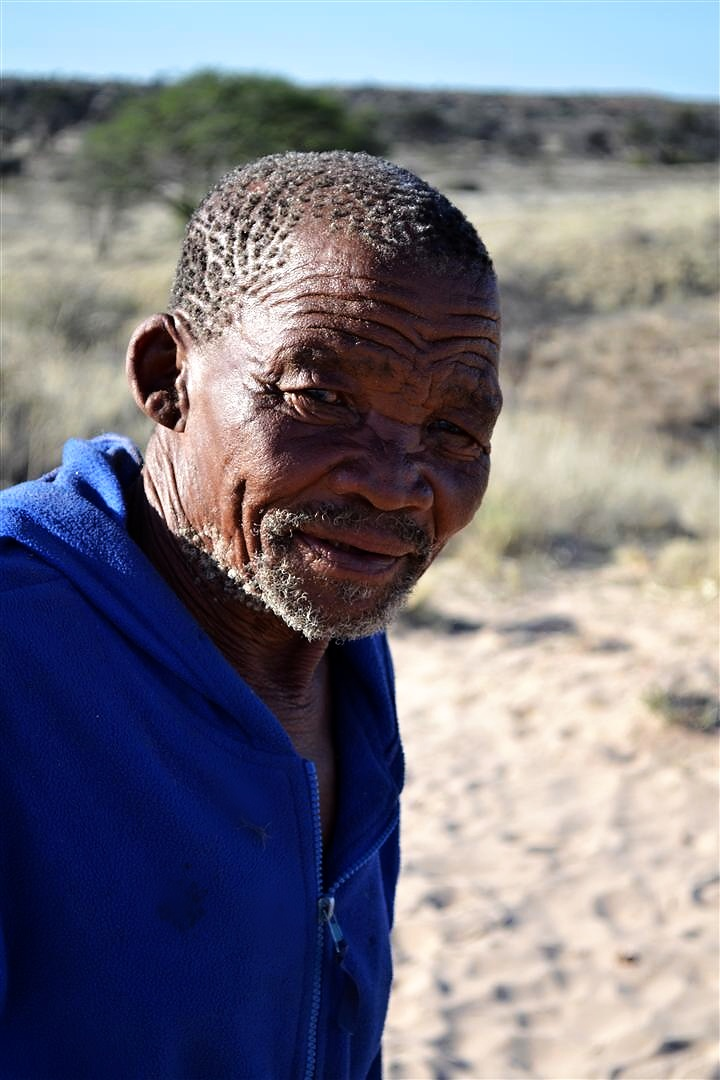
Dawid Kruiper (2011)

Dawid Kruiper (englisch Dawid Kruiper Local Municipality) ist eine Lokalgemeinde im Distrikt ZF Mgcawu der südafrikanischen Provinz Nordkap. Sie entstand am 3. August 2016 aus den Gemeinden ǁKhara Hais und Mier. Der Verwaltungssitz der Gemeinde befindet sich in Upington. Bürgermeister ist Michael Segede.
Dawid Kruiper war ein Politiker der San.

## Städte und Orte
- Mier
- Rietfontein
- Upington

## Bevölkerung
2011 (2016) lebten in dem Gebiet 100.497 (107.161) Einwohner auf einer Fläche von 44.231 km².